# Alfred Löckle
Emil Alfred Löckle (* 12. Juni 1878 in Böblingen; † 10. Mai 1943 in München) war ein deutscher Bibliothekar.

## Jugend und Studium in Württemberg
Nach dem Besuch der Evangelischen Seminare in Schöntal und in Bad Urach sowie dem Abitur 1896 leistete Alfred Löckle einen einjährigen Militärdienst ab. Danach studierte er als Stipendiat am evangelisch theologischen Stift in Tübingen Philosophie und Philologie mit dem Ziel, Theologe oder Pädagoge zu werden.
1900 wechselte er die Fachrichtung und nahm das Studium der deutschen Geschichte und Geographie in München auf. Zwei Jahre später promovierte er in Tübingen mit der Arbeit „Beiträge zur Geschichte Konrads von Weinsberg“.

## Erste Berufserfahrungen in Berlin, Posen, Rostock und Ulm
Er begann seine beruflich Laufbahn als Erzieher bei der Familie des Kaiserlichen Oberstallmeisters Graf Ernst August von Wedel in Berlin. 1903 wurde er wissenschaftlicher Hilfsarbeiter an der staatlichen Kaiser-Wilhelm-Bibliothek in Posen (poln. Poznań), 1905 Zweiter Bibliothekar an der Universitätsbibliothek in Rostock sowie 1907 zunächst Hilfsbibliothekar und ab 1908 Leiter der Stadtbibliothek und des Stadtarchivs in Ulm. Während seiner Amtszeit führte er einen maschinengeschriebenen Zettelkatalog ein. Als Direktor des Stadtarchivs begann er 1912 mit einer Wappensammlung und der Einrichtung einer Sondersammlung von Autografen. Letztere umfasste circa 350 Dokumente. Heute wird sie zusammen mit der älteren Sammlung „Georg Veesenmeyer“ als „Neue Ordnung“ fortgeführt. In Posen wurde er Mitglied der Freimaurerloge Tempel zur Eintracht.

## Direktor der Stadtbücherei in Elberfeld
1913 wurde er Direktor der Stadtbücherei in Elberfeld und ehrenamtlicher Leiter der dortigen Volkshochschule. Die Elberfelder Stadtbücherei war damals eine der modernsten Bibliotheken Deutschlands. Verdienste erwarb sich Löckle durch den systematischen Ausbau der wissenschaftlichen Bücherbestände, die Anlage eines exakten Katalogwerks und die Einrichtung einer vorbildlichen Handbücherei für den Lesesaal. Er sah in der Büchereiarbeit einen wichtigen Faktor des Volksbildungswesens.
Als Verfechter der sog. Einheitsbücherei der „Essener“ bzw. „Stettiner Richtung“ lehnte er Walter Hofmanns sozialpädagogische Grundsätze und die zu ihrer Umsetzung entwickelten bibliothekstechnischen Methoden ab. Er gehörte zu den Unterzeichnern eines offenen Briefs (1913) an Hofmann, der den jahrelangen „Richtungsstreit“ im deutschen öffentlichen Bibliothekswesen auslöste.

## Direktor der Städtischen Bücherei und Lesehalle in Dresden
Ab 1924 war Löckle Direktor der Städtischen Bücherei und Lesehalle in Dresden. In dieser Funktion führte er auch Verhandlungen mit der Zentralstelle für freies Volksbildungswesen im sächsischen Ministerium für Volksbildung über die Anerkennung der Städtischen Bücherei und Lesehalle als Ausbildungsstätte für Praktikanten mit staatlicher Prüfungsberechtigung. Hofmann betrachtete dies als Gefährdung seines Leipziger Bibliotheksmodells sowie Prüfungsmonopols und so entbrannte der „Dresdner Büchereikonflikt“ (1926), der zu einem erbitterten Streit bis hin zu gerichtlichen Auseinandersetzungen zwischen Löckle und Hofmann führte.
1928 erreichte Löckle die Anerkennung der Städtischen Bücherei als Fachschule für die Ausbildung von Bibliothekaren für den eigenen Dienstgebrauch unter Aufsicht des Schulamts. Unter seiner Führung wurde im Oktober 1925 die Musikbibliothek eröffnet, 1926 die Errichtung einer Handbibliothek mit einem Bestand von 1.700 neu erworbenen Bänden im Allgemeinen Lesesaal vorangetrieben und durch wechselseitige Beratungen zum Bestandsaufbau sowie die Einrichtung eines Stadtkurierdiensts eine Zusammenarbeit mit der Sächsischen Landesbibliothek aufgenommen.
Er initiierte den Aufbau einer zentral verwalteten Fahrbibliothek mit einem systematisch aufgebauten Bücherbestand und ausgebildetem Personal. Diese wurde im September 1929 in Betrieb genommen und war die erste ihrer Art in Deutschland. Ferner wurden die hauptamtlich geführte Zweigstelle Städtische Bücherei und Lesehalle Nord-West im Arbeiterstadtteil Pieschen (Eröffnung am 1. September 1930) sowie die Zweigstellen West und Loschwitz (Eröffnung am 14. Februar bzw. am 1. Januar 1931) eingerichtet.
Löckles Amtszeit in Dresden stand im Zeichen knapper Haushaltsmittel. Dennoch gelang es ihm, durch den Ausbau des Bibliotheksnetzes und den planmäßigen Aufbau des Sachbuchbestands den steigenden Ansprüchen und Bedürfnissen der wachsenden Leserschaft besser gerecht zu werden. Er leistete damit einen wichtigen Beitrag in der Entwicklung des städtischen Büchereiwesens.

## Gesetz zur Wiederherstellung des Berufsbeamtentums
Im April 1933 wurde Löckle – unter Berufung auf das „Gesetz zur Wiederherstellung des Berufsbeamtentums“ vom 7. April 1933 – aus politischen Gründen seiner Aufgaben entbunden und zunächst beurlaubt. Sein Versuch, im Sommer 1933 auf die von den Nationalsozialisten eingeleiteten Einsparungs- und Strukturveränderungen zu reagieren, scheiterte. So hatte er unter anderem die Schließung der Freien öffentlichen Bibliothek Dresden-Plauen (seit Juli 1920 Zweigstelle Plauen, Ida-Bienert-Stiftung) und die Überführung der Bibliotheksleitung in kommissarische Hände vorgeschlagen. Am 1. Oktober 1933 wurde er – wohl mit der Begründung fehlender „politischer Zuverlässigkeit“ – unter Gewährung des Ruhegehalts zwangspensioniert.
Ab Oktober 1937 lebte er in München. Er starb am 10. Mai 1943 in München und fand seine letzte Ruhestätte auf dem Tübinger Stadtfriedhof.

## Werke
- Beiträge zur Geschichte Konrads von Weinsberg, Diss. Tübingen 1902.
- Ein Brief Johann Kaspar Lavaters an einen württembergischen Theologen. In: Blätter für württembergische Kirchengeschichte, Bd. N.F.15  (1911), S. 173–176.
- Briefe Schellings und anderer Philosophen, in: Süddeutsche Monatshefte 10/1912, S. 577–591.
- (Hg.): Ernst Rietschel: Erinnerungen aus meinem Leben, Dresden: Vereinigung der Bücherfreunde 1935 (ND 1954, Berlin 2. Aufl. 1963).
- Kleine Mitteilungen, in: Bücherei und Bildungspflege 3/1923, S. 61.